# 布魯克波特 (伊利諾伊州)
布魯克波特（英語：Brookport）是一個位於美國伊利諾伊州馬薩克縣的城市。

## 地理
布魯克波特的座標為37°07′30″N 88°37′38″W / 37.12500°N 88.62722°W，而該地的平均海拔高度為104米（即341英尺）。

## 人口
根據2010年美國人口普查的數據，布魯克波特的面積為1.70平方千米，當中陸地面積為1.69平方千米，而水域面積為0.01平方千米。當地共有人口984人，而人口密度為每平方千米578.82人。